# Антон Наследников
Антон Наследников е български просветен и обществен деец от късното Българско възраждане в Македония.

## Биография
Роден е на 17 януари 1856 година в село Щръклево, Русенско. Като учител в Габрово се запознава и се жени за учителката Ганка Дюстабанова, сестра на Цанко Дюстабанов. Наследников е масон. Директор е на българското училище в Скопие, но в 1891 година е уволнен от Теодосий Скопски и става директор на българската прогимназия в Битоля, където замества Георги Кандиларов. Ученикът му Симеон Радев пише за него:
| „ | Ние много се възхищавахме от него. Беше висок, представителен човек, вървеше по улиците, макар вече възрастен, с бодри стъпки, турил феса си ниско до веждите на една страна, което му придаваше според понятията в Турско нещо гордо и смело. Той знаеше добре турски и със своето държане много импонираше на турците. Ние чувствувахме разлика между него и другите ни учители. Сега разбирам, че от него вееше духът и самочувствието на един свободен гражданин от свободна България, докато другите ни учители, расли в Турция, колкото и да кипеше в душата им бунт против робството, чувствуваха неволно неговата тежест. Малко след като напуснах битолската прогимназия, в семейството на нашия директор се разрази голяма драма. Преди да дойде да служи в Македония, жена му се побъркала и била пратена в лудница, понеже лекарите обявили, че болестта и е неизцерима. Наследников, който бе баща на три дребни дечица, без да има при него някой да ги гледа, поискал развод и се оженил. Минало бе доста време и ето, че напук на мнението на лекарите, душевно болната се изцерила. Тя дошла в Битоля да види децата си, но без намерение да заеме при бившия си съпруг своето място. Тогава между двете съпруги на Наследникова, бившата и настоящата, се разиграла борба на благородство. Едната казала, че ще си замине, защото загубила по своя вина правата на венчилото си; другата, че трябва да остане в семейното огнище тая, която е майка на децата. Така и станало. | “ |

Умира на 29 април 1930 година в София и е погребан в Централните софийски гробища.